# みえ川越インターチェンジ

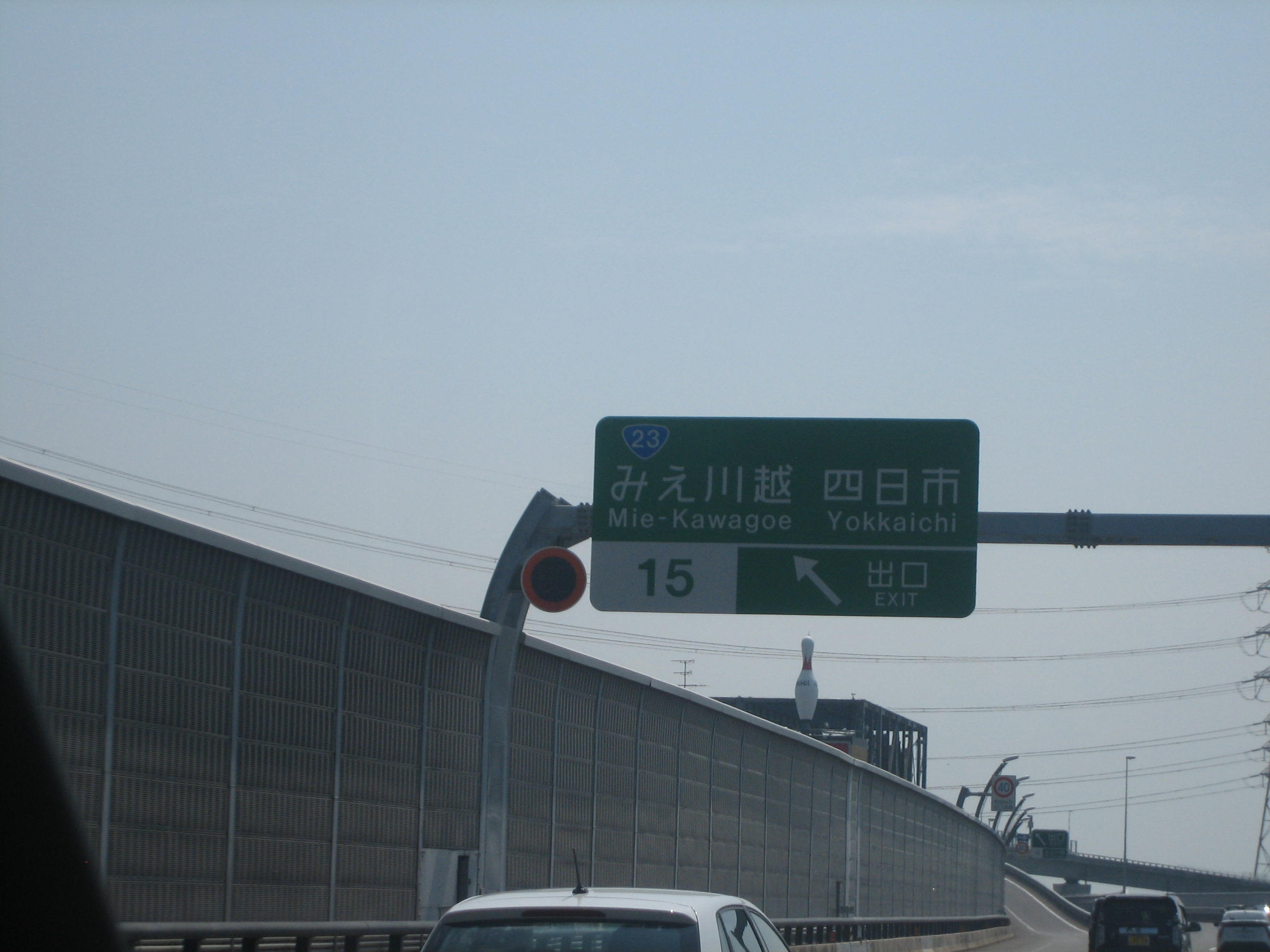
案内板

みえ川越インターチェンジ（みえかわごえインターチェンジ）は、三重県三重郡川越町にある、伊勢湾岸自動車道のインターチェンジである。双方向へアクセスできる構造のフルインターチェンジ。
埼玉県川越市にある関越自動車道の川越インターチェンジと区別するため「みえ」が冠された。

## 歴史
- 2002年（平成14年）3月24日 : 湾岸弥富IC - みえ川越IC間開通に伴い一部供用開始。
- 2003年（平成15年）3月21日 : みえ川越IC - 四日市JCT間開通に伴い完全供用開始。

## 周辺
- JERA 川越火力発電所・川越電力館テラ46（PR施設）

## 接続する道路
- 直接接続
  - 国道23号（名四国道）
  - 三重県道401号桑名四日市線
- 間接接続
  - 国道1号（北勢バイパス）

## 料金所

### 入口
- レーン数：3
  - ETC専用：1
  - ETC/一般：1
  - 一般：1

### 出口
- レーン数：5
  - ETC専用：2
  - 一般：1
  - 休止中：2

## 隣
E1A 伊勢湾岸自動車道
(14) 湾岸桑名IC - (15) みえ川越IC - (16) みえ朝日IC